# Усита (станция)
Станция Усита (яп. 牛田駅 Усита эки) — железнодорожная станция на линии Астрам-лайн расположенная в районе Хигаси, Хиросима. Островная, эстакадная крытая станция с одной платформой. Станция была открыта 20 августа 1994 года. На станции установлены платформенные раздвижные двери.

## История
Открыта 20 августа 1994 года.

## Близлежащие станции
| «        |  | Линия             |  | »         |
| -------- |  | ----------------- |  | --------- |
| Хакусима |  | Линия Астрам-лайн |  | Фудон-маэ |